# Hoppstädten
Hoppstädten là một đô thị thuộc huyện Kusel, bang Rheinland-Pfalz, phía tây nước Đức. Đô thị Hoppstädten có diện tích 6,24 km², dân số thời điểm ngày 31 tháng 12 năm 2006 là 335 người.